# Adolf Lindfors
Adolf Erik Lindfors, född 18 maj 1857, död 20 maj 1929, var en finländsk skådespelare.
Lindfors var gift med Aina Christina Bergroth fram till sin död. De fick ett barn tillsammans. Rita Lindfors född i Helsingfors den 18 februari 1906.
Lindfors var 1873-81 anställd vid Svenska Teatern i Helsingfors men övergick sedan till den finskspråkiga scenen och var 1882-92 och från 1894 anställd vid Suomen teatteri, från 1902 vid Suomen kansallis-teatteri i Helsingfors, som han 1907-14 också ledde. Lindfors var en sällsynt fantasifull skådespelare med virtuos teknik i fransk skola och ansåg som en av de främsta i samtidens Finland. Bland hans roller märks Harpagon i Den girige, Jourdain i Borgaren adelsman, Mascarille i De löjliga preciöserna, Argan i Den inbillade sjuke och Gringoire.